# Kahiko
Kahiko-Lua-Mea (poznatiji jednostavno kao Kahiko) je bog iz havajske mitologije, koji je živio na Zemlji kao poglavica. Spomenut je u pojanju Kumulipu i u Kūaliʻijevu pojanju. Prema jednoj havajskoj kronologiji, rođen je oko 144.

## Etimologija
Kahikovo ime znači „stari” ili „drevni”.

## Obitelj
Kahikovi su roditelji bili Welaʻahilaninui i njegova supruga Owe. Prema Abrahamu Fornanderu, Welaʻahilaninui je bio prvi čovjek. Ipak, prema drevnom pojanju Kumulipu, Kahikovi roditelji su bili poglavica Keali’iwahilani i njegova supruga Lailai.
Kahiko je oženio Kupulanakehao te su imali trojicu sinova:
- Wākea
- Lihau-ula
- Makuʻu

Njegova unuka je bila Hoʻohokukalani.